# Bojanić

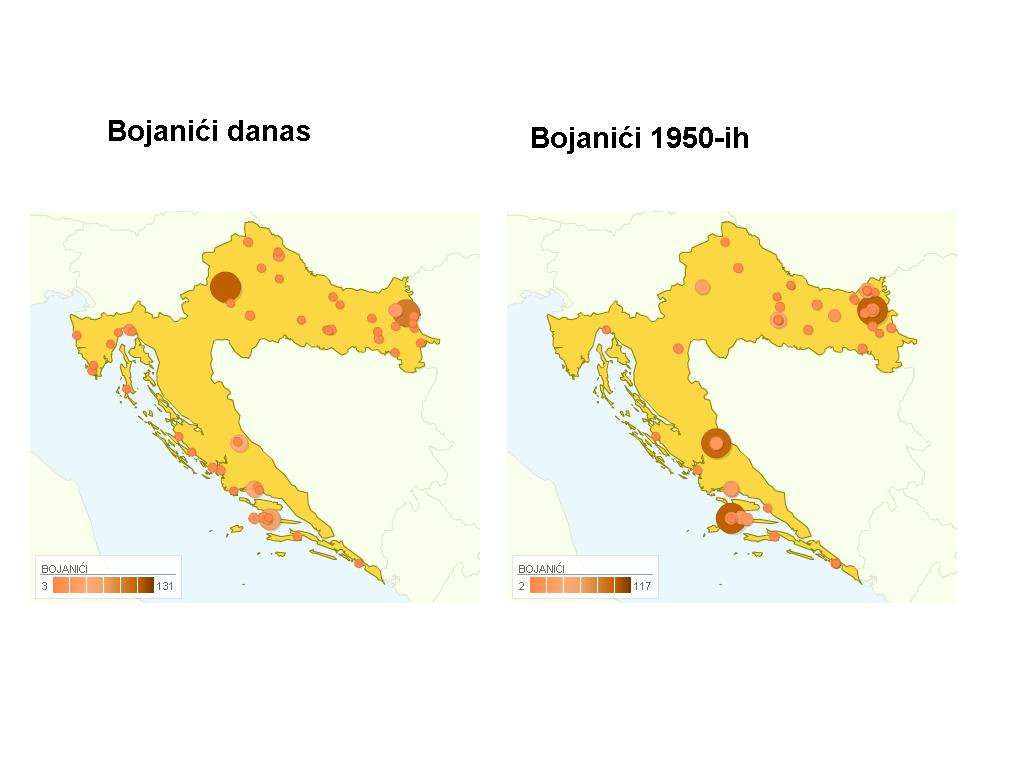

Bojanić este numele unei familii de sârbi din Muntenegru, Croația, Bosnia și Herțegovina și Serbia.

## Croația
Astăzi, în Croația există aproximativ șapte sute de persoane cu Bojanić în peste 250 de familii (903 de nume în total).
În secolul al XX-lea au existat aproximativ o mie, iar numărul lor a fost între timp redus până la o treime.
Numele de Bojanić este prezent în aproape toate cantoanele croate, un total de 76 de comune și 104 de localități, în special în mediul urban (56%). 
Astăzi, ei trăiesc mai ales în Zagreb (120), Bijelo Brdo lângă Osijek (110), Jelsa (70), Split (45) și Osijek (35). 

## Bosnia și Herțegovina
În Bosnia și Herțegovina, numele de Bojanić este înregistrat în jurul satului Rekavice de Jajce. 

## Muntenegru
În Muntenegru, persoane cu numele de Bojanić trăiesc în cea mai mare parte din Krivošije.

## Migrație
Principalele rute de migrație urmate de Bojanić în secolul al XX-lea au fost identificate ca fiind cele de la Banja Luka, (Bosnia și Herțegovina) la Koprivnica, Jajce (Bosnia și Herțegovina), Zagreb și Derventa (BiH) în Strizivojna. 